# IsiNdebele
isiNdebele es uno de los once idiomas oficiales de Sudáfrica.
IsiNdebele es uno de los once idiomas oficiales de Sudáfrica y pertenece al grupo lingüístico nguni. Aunque la historia del pueblo ndebele es breve, el idioma tiene una larga y destacada trayectoria que se remonta al isiZulu hablado en la región actual de KwaZulu-Natal. Los hablantes nativos de isiNdebele rara vez hacen una distinción entre los dialectos IsiNdzundza e IsiNala. La escritura ortográfica del idioma se publicó recién en 1982.
El isiNdebele es hablado por aproximadamente el 2% de la población sudafricana y la mayoría de los hablantes viven en Mpumalanga y Gauteng. Además, hay casi cuatro millones de personas que tienen el isiNdebele como su idioma materno. Los ndebele son fluidos en el idioma vecino sepedi, que es parte del sotho del norte, así como en afrikáans, entre las personas mayores, e inglés, entre la generación más joven.
IsiNdebele es el idioma de un grupo étnico nguni en Sudáfrica, y cuando se les concedió su propia patria, llamada KwaNdebele, pudieron desarrollar su propio idioma. En 1980, se formó la Junta de Idiomas del Sur-Ndebele con el objetivo de estandarizar el isiNdebele y establecerlo como un idioma escrito. Esta campaña ha tenido éxito y, a partir del 1 de enero de 1985, el isiNdebele se convirtió en el idioma oficial de enseñanza en todas las escuelas primarias de la región de KwaNdebele.
Es importante destacar que el isiNdebele a veces se confunde con el Ndebele del Norte (Matabele), que es similar al isiZulu y es un idioma oficial en Zimbabue La influencia del isiZulu en el desarrollo literario del isiNdebele ha sido significativa, lo que ha llevado a una dependencia excesiva de la literatura isiZulu.